# Łomnica-Zdrój
Łomnica-Zdrój est une localité polonaise de la gmina de Piwniczna-Zdrój, située dans le powiat de Nowy Sącz en voïvodie de Petite-Pologne.